# Margosatubig
Margosatubig est une localité de la province du Zamboanga du Sud, aux Philippines. En 2015, elle compte 37 873 habitants.